# 園田真夕
園田 真夕（そのだ まゆ、1980年8月2日 -  ）は日本の元タレント。静岡県出身。スターライズに所属していた。

## 来歴・人物
- 身長157cm、B82・W54・H82。靴のサイズは22cm。
- 特技は韓国語、ピアノ、泣くこと。
- 趣味は語学、音楽鑑賞、お酒。
- 資格は普通自動車免許、スキューバダイビング。
- 『人気者でいこう!』（テレビ朝日系列・ABC制作）で企画されたユニット『BONITA』のメンバーに選ばれた。テンションの高いキャラクターが特徴で、同番組内で発していた「超～まゆ!」という言葉が話題となった。
- スキヤキ!!ロンドンブーツ大作戦（テレビ東京、1999年6月15日放送分）のコーナー・ヤミスキに出演した際、ぶりっ子すぎるという理由でヤミスキクイーンに選ばれた。

## 出演

### テレビ
- 韓ナリ!（テレビ神奈川/KBS京都）
- 超筋肉番付（TBS）
- 筋肉精鋭（TBS）タレント記録第1位
- TOMOKOSAN（フジテレビ）
- 超V.I.P（フジテレビ）
- 天の恵（テレビ東京）
- 気ままにバカンス・タイ編（CS）
- バングNETヨモジョモ（KNTV）ナビゲーター
- なららちゃんぽん（KNTV）レポーター
- 人気者でいこう!（ABC）
- 弾丸!ヒーローズ（ABC）
- 夢・おうえん隊（テレビ東京）
- スキヤキ!!ロンドンブーツ大作戦（テレビ東京）

### 映画
- 日韓合作映画『風のファイター』

### CM
- Choop Sporive（メイン）
- プライム（静岡地方CM）
- アデランス「オマエもか編：新人タレント役」
- キリン フリー

### ラジオ
- K-POP COUNTDOWN（ラジオNIKKEI）
- コリア・ホット・インフォメーション(ラジオたんぱ第一放送)

## 写真集
- Candy

## 雑誌
- POTATO／KINDAI／韓国語ジャーナル
- 宝島別冊・ハングル・スタート
- 宝島別冊・韓国ドラマでLet'sハングル
- リクルート住宅情報マンションズ